# Wysokaja Hrywa (rejon homelski)
Wysokaja Hrywa (biał. Высокая Грыва; ros. Высокая Грива, Wysokaja Griwa) – osiedle na Białorusi, w obwodzie homelskim, w rejonie homelskim, w sielsowiecie Ciareszkawiczy, nad Ucią.